# Ligulosia costimaculata
Ligulosia costimaculata is een vlinder uit de familie van de spinneruilen (Erebidae). De wetenschappelijke naam van deze soort werd voor het eerst voorgesteld als Eilema costimaculata door Per Olof Christopher Aurivillius in een publicatie uit 1910.
Deze soort komt voor in Kameroen, Congo-Kinshasa, Kenia en Tanzania.